# Copa Intertoto de la UEFA
Copa Intertoto de la UEFA (en inglés: UEFA Intertoto Cup; cuyo significado es en latín: inter, "entre" y en alemán: toto, "quiniela") fue una competición internacional oficial de fútbol organizada desde 1995 por la Unión de Asociaciones Europeas de Fútbol (UEFA) para clubes europeos que no se habían clasificado para disputar torneos continentales. Era clasificatoria para la Copa de la UEFA y hubo varios campeones en cada edición. 
El torneo nació en 1961 al margen de la UEFA, con el objetivo de ofrecer partidos durante los meses de verano para que los aficionados pudieran seguir realizando apuestas deportivas mientras no se disputaban las competiciones de liga. En 1995, la UEFA se hizo cargo de la competición y decidió reestructurarla y convertirla en un torneo clasificatorio independiente para la Copa de la UEFA hasta su desaparición en 2008.
Los equipos accedían al torneo según su clasificación en sus respectivas ligas nacionales inmediatamente detrás de los que accedían a la Copa de la UEFA o la Liga Europa. Tras su desaparición dichos cupos fueron integrados directamente en la fase clasificatoria de la Liga Europa.
Los clubes más laureados de la competición son, con dos títulos, el Hamburgo, el Villarreal, el Stuttgart, el Schalke 04, seguidos con uno por la Association de la Jeunesse Auxerroise, el Olympique de Marsella, el Karlsruher, el Lens o el Aston Villa.

## Historia
La Copa Intertoto fue idea del presidente del Malmö FF, Eric Persson, y del posterior vicepresidente de la FIFA y fundador de la Copa de Ferias, Ernst B. Thommen, y del entrenador austríaco Karl Rappan, quien entrenó a la selección nacional de Suiza en los mundiales de 1938 y 1954. La "copa de los sin copas" también fue muy promocionada por el periódico suizo Sport. Su nombre, Intertoto, derivaba de toto, el término alemán para las quinielas de fútbol.
Thommen, que había establecido apuestas de fútbol en Suiza en 1932, tenía un gran interés en que se jugaran partidos a este propósito durante las vacaciones de verano. Inicialmente, la UEFA no estaba dispuesta a apoyar el torneo, ya que consideraba desagradable su trasfondo relacionado con las apuestas; sin embargo, permitieron el nuevo torneo pero se abstuvieron de involucrarse oficialmente. Los clubes clasificados para una de las competiciones continentales oficiales, como la Copa de Campeones de Europa y la Recopa de Europa, no podían participar. La primera edición del torneo se celebró en 1961 como la Copa Internacional de Fútbol (International Football Cup, IFC). Inicialmente la Copa contaba con una fase de grupos, que desembocaba en partidos de eliminatorias que culminaban en una final. Para 1967, se había vuelto difícil organizar los partidos, por lo que el formato cambió. La fase de grupos prevaleció sobre las rondas eliminatorias, que se desecharon, convirtiéndose en una competición sin ganador ni trofeo.
En 1995 la UEFA asumió su organización y la abrió a los clubes de toda Europa. El campeonato no tenía un único campeón, sino que había un número determinado de finales y sus ganadores entraban en la siguiente temporada de la Copa de la UEFA. Esto convertía a la competición en atractiva para muchos clubes, que la veían como su única oportunidad de clasificarse para los torneos internacionales. El tipo de trofeo otorgado por la UEFA llevaba escrito 1X2 en conmemoración a las quinielas futbolísticas como origen de la Intertoto. Desde el 2003 los trofeos fueron sustituidos por placas conmemorativas.

## Sistema de competición
Hasta 2006, la Copa Intertoto constaba de tres rondas previas, semifinales y final. En las tres primeras rondas, iban ingresando los equipos de acuerdo con la posición en su liga y el país que representaban. Una vez concluidas las 3 rondas, venían las semifinales, disputadas por doce equipos, y finalmente las tres finales, de las que salían los 3 equipos que participaban en la siguiente edición de la Liga de Europa de la UEFA, recibiendo cada vencedor un trofeo de la Copa Intertoto. Asimismo se otorgaban 25 medallas de oro para cada equipo campeón y 25 medallas de plata para cada equipo subcampeón.
En la temporada 2006 la Copa Intertoto cambió de formato: se redujo a tres rondas a doble vuelta y aumentó a once el número de equipos que se proclamaban ganadores de la Copa Intertoto y se clasificaban para la Liga de Europa, aunque empezando en la segunda ronda previa. De entre estos ganadores de la competición, a aquellos que llegaban más lejos en la Copa de la UEFA se les entregaba una placa conmemorativa como trofeo, que los definía como campeones principales de su respectiva edición de la Copa Intertoto.
El 30 de noviembre del 2007 el Comité Ejecutivo de la UEFA decidió prescindir de la Copa Intertoto con el cambio de formato de competición de la Copa de la UEFA aplicable desde la temporada 2009-10. De este modo, en verano de 2008 se disputó la última edición de la Copa Intertoto.

## Historial
Para un mejor detalle de las finales junto a la competición predecesora véase Finalistas de la Copa Intertoto y la Copa Internacional
| Copa Intertoto de la UEFA | Copa Intertoto de la UEFA   | Copa Intertoto de la UEFA | Copa Intertoto de la UEFA | Copa Intertoto de la UEFA |
| Temp.                     | Campeones                   | Resultado                 | Subcampeones |                           |
| ------------------------- | --------------------------- | ------------------------- | --- | ------------------------- |
| 1995                      | R. C. Strasbourg            | 1-1, 6-1                  | F. C. Tirol Innsbruck |                           |
| 1995                      | F. C. Girondins de Bordeaux | 2-0, 2-2                  | Karlsruher S. C. |                           |
| 1996                      | S. C. Karlsruher            | 0-1, 3-1                  | Standard Liège |                           |
| 1996                      | EA Guingamp                 | 1-2, 1-0 (v.)             | F. K. Rotor Volgograd |                           |
| 1996                      | Silkeborg I. F.             | 2-1, 0-1 (v.)             | H. N. K. Segesta |                           |
| 1997                      | S. C. Bastiais              | 1-0, 1-1 (pro.)           | Halmstads B. K.\| |                           |
| 1997                      | Olympique Lyonnais          | 1-0, 3-2                  | Montpellier H. S. C. |                           |
| 1997                      | A. J. Auxerre               | 0-0, 2-0                  | M. S. V. Duisburg |                           |
| 1998                      | Valencia C. F.              | 2-0, 2-1                  | S. V. Wüstenrot Salzburg |                           |
| 1998                      | S. V. Werder Bremen         | 1-0, 1-1                  | F. K. Vojvodina |                           |
| 1998                      | Bologna F. C.               | 1-0, 2-0                  | K. S. Ruch Chorzów |                           |
| 1999                      | Juventus F. C.              | 2-0, 2-2                  | Stade Rennais F. C. |                           |
| 1999                      | West Ham United F. C.       | 1-0, 3-1                  | Metz F. C.\| |                           |
| 1999                      | Montpellier H. S. C.        | 1-1, 1-1 (3-0 pen.)       | Hamburger S. V.\| |                           |
| 2000                      | Udinese Calcio              | 2-2, 4-2 (pro.)           | S. K. Sigma Olomouc |                           |
| 2000                      | R. C. Celta de Vigo         | 2-1, 2-2                  | F. K. Zenit |                           |
| 2000                      | VfB Stuttgart               | 2-0, 1-1                  | A. J. Auxerre |                           |
| 2001                      | Aston Villa F. C.           | 1-1, 4-1                  | F. C. Basel |                           |
| 2001                      | Paris Saint-Germain F. C.   | 0-0, 1-1 (v.)             | Brescia Calcio |                           |
| 2001                      | E. S. Troyes A. C.          | 0-0, 4-4 (v.)             | Newcastle United F. C. |                           |
| 2002                      | Málaga C. F.                | 1-0, 1-1                  | Villarreal C. F. |                           |
| 2002                      | Fulham F. C.                | 2-2, 3-1                  | Bologna F. C. |                           |
| 2002                      | VfB Stuttgart               | 0-1, 2-0                  | Lille O. S. C. |                           |
| 2003                      | F. C. Gelsenkirchen-Schalke | 2-0, 0-0                  | ASKÖ Pasching |                           |
| 2003                      | Villarreal C. F.            | 2-1, 0-0                  | S. C. Heerenveen |                           |
| 2003                      | A. C. Perugia Calcio        | 1-0, 2-0                  | VfL Wolfsburg |                           |
| 2004                      | Lille O. S. C.              | 0-0, 2-0                  | U. D. Leiria |                           |
| 2004                      | F. C. Gelsenkirchen-Schalke | 2-1, 1-0                  | F. C. Slovan Liberec |                           |
| 2004                      | Villarreal C. F.            | 2-0, 0-2 (3-1 pen.)       | Atlético de Madrid |                           |
| 2005                      | Hamburger S. V.             | 1-0, 0-0                  | Valencia C. F. |                           |
| 2005                      | R. C. Lens                  | 1-1, 3-1                  | F. C. CFR Cluj |                           |
| 2005                      | Olympique de Marseille      | 0-2, 5-1                  | R. C. Deportivo de La Coruña |                           |
| 2006*                     | Newcastle United F. C.      | —                         | Múltiples ganadores de 2006 A. J. Auxerre Ethnikos Achnas F. C. F. C. Twente Grasshopper C. Z. Hertha B. S. C. Kayserispor S. K. N. K. Maribor Odense B. K. Olympique de Marseille S. V. Ried               |                           |
| 2007*                     | Hamburger S. V.             | —                         | Múltiples ganadores de 2007 Atlético de Madrid Aalborg B. K. Blackburn Rovers F. C. F. C. Oțelul Galați F. C. Tobol Kostanay Hammarby I. F. R. C. Lens S. K. Rapid Wien U. C. Sampdoria U. D. Leiria        |                           |
| 2008*                     | S. C. Braga                 | —                         | Múltiples ganadores de 2008 R. C. Deportivo de La Coruña Aston Villa F. C. Grasshopper C. Z. I. F. Elfsborg Rosenborg B. K. F. C. Vaslui S. K. Sturm Graz S. S. C. Napoli Stade Rennais F. C. VfB Stuttgart |                           |

(*) En las últimas tres temporadas (2006-08), el torneo consagró a once ganadores cada edición; no obstante, el trofeo (una placa conmemorativa desde 2003) solo se entregó a aquel club que llegaba más lejos en la Copa de la UEFA de la temporada siguiente, que lo defendía como el campeón principal de la edición.

Nota: pen. = Penaltis; v. = Regla del gol de visitante; pro. = Prórroga.

## Palmarés
| Equipo                      | Títulos | Subcamp. | Años campeonatos | Años subcampeonatos |
| --------------------------- | ------- | -------- | ---------------- | ------------------- |
| Hamburgo                    | 2       | 1        | 2005, 2007       | 1999                |
| Villarreal C. F.            | 2       | 1        | 2003, 2004       | 2002                |
| VfB Stuttgart               | 2       | –        | 2000, 2002       |                     |
| F. C. Gelsenkirchen-Schalke | 2       | –        | 2003, 2004       |                     |
| Bologna                     | 1       | 1        | 1998             | 2002                |
| Valencia C. F.              | 1       | 1        | 1998             | 2005                |
| Montpellier                 | 1       | 1        | 1999             | 1997                |
| Lille                       | 1       | 1        | 2004             | 2002                |
| Newcastle United            | 1       | 1        | 2006             | 2001                |
| Racing Estrasburgo          | 1       | –        | 1995             |                     |
| Girondins Bordeaux          | 1       | –        | 1995             |                     |
| Guingamp                    | 1       | –        | 1996             |                     |
| Silkeborg IF                | 1       | –        | 1996             |                     |
| Bastia                      | 1       | –        | 1997             |                     |
| Olympique de Lyon           | 1       | –        | 1997             |                     |
| S. V. Werder Bremen         | 1       | –        | 1998             |                     |
| Juventus                    | 1       | –        | 1999             |                     |
| West Ham United             | 1       | –        | 1999             |                     |
| Udinese                     | 1       | –        | 2000             |                     |
| Celta de Vigo               | 1       | –        | 2000             |                     |
| París Saint-Germain         | 1       | –        | 2001             |                     |
| Troyes                      | 1       | –        | 2001             |                     |
| Málaga                      | 1       | –        | 2002             |                     |
| Perugia                     | 1       | –        | 2003             |                     |
| Sporting Braga              | 1       | –        | 2008             |                     |
| Auxerre                     | 1       | –        | 1997             |                     |
| Lens                        | 1       | –        | 2005             |                     |
| Aston Villa F. C.           | 1       | –        | 2001             |                     |
| Olympique de Marsella       | 1       | –        | 2005             |                     |

### Títulos por país
| País                | Títulos | Subtítulos | Clubes campeones |
| ------------------- | ------- | ---------- | --- |
| Francia             | 12      | 5          | Montpellier, Lille, Estrasburgo, Girondins de Bordeaux, Guingamp, Bastia, Olympique de Lyon, París Saint-Germain, Troyes, Auxerre, Racing Lens, Olympique de Marsella |
| Alemania            | 8       | 4          | VfB Stuttgart, Hamburgo, Schalke 04, Karlsruher, Werder Bremen |
| España              | 5       | 4          | Villarreal, Valencia,Celta de Vigo, Málaga, |
| Italia              | 4       | 2          | Juventus, Bologna, Udinese, Perugia |
| Inglaterra          | 4       | 1          | Newcastle United, West Ham United, Fulham, Aston Villa |
| Portugal            | 1       | 1          | Sporting Braga |
| Dinamarca           | 1       | -          | Silkeborg IF |
| Austria             | -       | 3          | |
| Rusia               | –       | 2          | |
| República Checa     | –       | 2          | |
| Suecia              | -       | 1          | |
| Suiza               | -       | 1          | |
| Rumania             | -       | 1          | |
| Países Bajos        | -       | 1          | |
| Bélgica             | –       | 1          | |
| Croacia             | –       | 1          | |
| Serbia y Montenegro | –       | 1          | |
| Polonia             | –       | 1          | |

## Estadísticas

### Clasificación histórica
| Pos | Club                        | Temp. | Puntos | PJ | PG | PE | PP | GF | GC | Dif. | Pts.% | Títulos | Subcamp. |
| --- | --------------------------- | ----- | ------ | -- | -- | -- | -- | -- | -- | ---- | ----- | ------- | -------- |
| 1   | N. K. Slaven Koprivnica     | 5     | 58     | 34 | 17 | 7  | 10 | 50 | 29 | +21  | 56.9  |         |          |
| 2   | Hamburgo S. V.              | 5     | 52     | 26 | 15 | 7  | 4  | 47 | 22 | +25  | 66.7  | 2       | 1        |
| 3   | S. V. Werder Bremen         | 5     | 46     | 22 | 14 | 4  | 4  | 36 | 20 | +16  | 69.7  | 1       |          |
| 4   | Villarreal C. F.            | 4     | 44     | 24 | 12 | 8  | 4  | 31 | 16 | +15  | 61.1  | 2       | 1        |
| =   | VfB Stuttgart               | 4     | 44     | 22 | 14 | 2  | 6  | 40 | 16 | +24  | 66.7  | 2       |          |
| 6   | A. J. Auxerroise            | 4     | 41     | 20 | 12 | 5  | 3  | 47 | 14 | +33  | 68.3  | 1       | 1        |
| =   | F. C. Basel                 | 4     | 41     | 22 | 12 | 5  | 5  | 50 | 28 | +22  | 62.1  |         | 1        |
| 8   | S. C. Heerenveen            | 6     | 39     | 28 | 12 | 3  | 13 | 52 | 29 | +23  | 46.4  |         | 1        |
| 9   | VfL Wolfsburgo              | 5     | 37     | 24 | 10 | 7  | 7  | 36 | 29 | +7   | 51.4  |         | 1        |
| =   | F. C. Ceahlaul Piatra Neamt | 4     | 37     | 19 | 11 | 4  | 4  | 31 | 19 | +12  | 64.9  |         |          |